# Martina Carraro

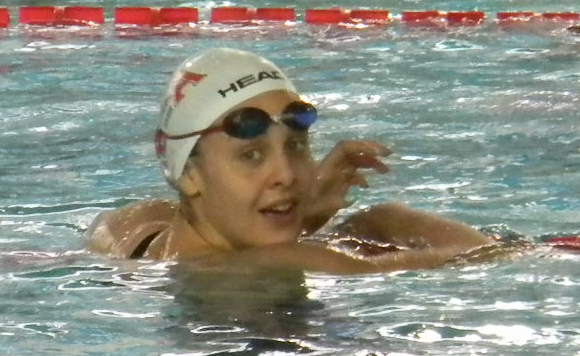
Martina Carraro bei den italienischen Meisterschaften im Frühjahr 2015

Martina Carraro (* 21. Juni 1993 in Genua) ist eine italienische Schwimmerin, die bei Weltmeisterschaften auf der 50-Meter-Bahn eine Bronzemedaille und auf der 25-Meter-Bahn eine Silbermedaille und zwei Bronzemedaillen gewann. Bis 2024 erhielt sie bei Europameisterschaften drei Silbermedaillen und zwei Bronzemedaillen auf der Langbahn sowie zweimal Gold, einmal Silber und zweimal Bronze auf der 25-Meter-Bahn. Bei Mittelmeerspielen erschwamm sie eine Silbermedaille.

## Sportliche Karriere
Die 1,75 Meter große Martina Carraro schwamm für die Sporteinheit der Polizia Penitenziaria und dann für den Nuoto Club Azzurra 1991. Im Profibereich startet sie für die Aqua Centurions. Sie gewann über zwanzig italienische Meistertitel im Brustschwimmen und mit Staffeln.

### Von 2009 bis 2016
Carraro startete bereits 2009 bei den Weltmeisterschaften in Rom, schied aber als 37. der Vorläufe über 50 Meter Brust aus. 2010 wurde Carraro bei den Olympischen Jugendspielen Zweite über 50 Meter Brust hinter der Kanadierin Rachel Nicol. Über 100 Meter Brust erreichte Carraro den sechsten Platz.
2015 bei der Universiade in Gwangju belegte Carraro den siebten Platz über 100 Meter Brust. Über 50 Meter Brust wurde sie Dritte. Einen Monat später schied sie bei den Weltmeisterschaften in Kasan im Halbfinale über 50 Meter Brust aus. Bei den Kurzbahneuropameisterschaften in Netanja wurde Carraro Siebte über 50 Meter Brust und Achte über 100 Meter Brust. Die 4-mal-50-Meter-Lagenstaffel mit Elena Gemo, Martina Carraro, Silvia Di Pietro und Erika Ferraioli belegte den dritten Platz hinter den Niederländerinnen und den Schwedinnen.
Im Mai 2016 bei den Europameisterschaften in London gewann die italienische 4-mal-100-Meter-Mixed-Lagenstaffel mit Simone Sabbioni, Martina Carraro, Piero Codia und Federica Pellegrini die Silbermedaille hinter dem britischen Quartett. Für ihren Einsatz im Vorlauf erhielten auch Christopher Ciccarese, Fabio Scozzoli und Ilaria Bianchi eine Silbermedaille. Über 100 Meter Brust belegte Carraro den fünften Rang. Über 50 Meter Brust war sie im Halbfinale gleichschnell wie die Russin Natalja Iwanejewa, die dann das Ausschwimmen des achten Finalplatzes mit 0,05 Sekunden Vorsprung für sich entschied. In der 4-mal-100-Meter-Lagenstaffel schwammen Carlotta Zofkova, Arianna Castiglioni, Ilaria Bianchi und Erika Ferraioli die drittschnellste Vorlaufzeit. Im Finale waren Zofkova, Carraro, Bianchi und Ferraioli fast drei Sekunden schneller als die Vorlaufstaffel, sie gewannen Silber hinter den Britinnen. Im August bei den Olympischen Spielen in Rio de Janeiro schwamm Carraro im Vorlauf über 100 Meter Brust die 20. Zeit und lag 0,35 Sekunden über der Zeit, die für die Halbfinalteilnahme erforderlich gewesen wäre. Im Dezember bei den Kurzbahnweltmeisterschaften in Windsor schwamm die 4-mal-50-Meter-Lagenstaffel mit Silvia Scalia, Martina Carraro, Silvia Di Pietro und Aglaia Pezzato die viertschnellste Vorlaufzeit. Im Finale siegte das Quartett aus den Vereinigten Staaten vor Scalia, Carraro, Di Pietro und Erika Ferraioli. Die 4-mal-100-Meter-Lagenstaffel mit Scalia, Carraro, Di Pietro und Federica Pellegrini belegte den siebten Platz. Bei ihren beiden Einzelstarts über 50 Meter und über 100 Meter Brust schied Carraro jeweils im Halbfinale aus.

### Von 2017 bis 2019
Bei den Weltmeisterschaften 2017 in Budapest schied Carraro über 50 Meter Brust im Halbfinale aus, über 100 Meter Brust schwamm sie die 22. Vorlaufzeit. Im Dezember fanden in Kopenhagen die Kurzbahneuropameisterschaften 2017 statt. Für Carraro war sowohl über 50 Meter als auch über 100 Meter Brust im Halbfinale Endstation, wobei ihr als Neunter über 100 Meter Brust nur 0,02 Sekunden zum Weiterkommen fehlten.
Bei den Mittelmeerspielen in Tarragona im Juni 2018 trat Carraro auf allen drei Brustdistanzen an. Über 50 Meter Brust erreichte sie das Ziel als Zweite nach ihrer Landsfrau Arianna Castiglioni. Über 100 Meter Brust wurde Castiglioni Dritte und Carraro Vierte. Über 200 Meter Brust belegte Carraro den sechsten Platz. Im August bei den Europameisterschaften in Glasgow wurde Carraro Siebte über 100 Meter Brust und Sechste über 50 Meter Brust. In der Lagenstaffel war Carraro nur im Vorlauf dabei. Im Endlauf schwamm Castiglioni, die Italienerinnen belegten den vierten Platz mit 0,09 Sekunden Rückstand auf die drittplatzierten Britinnen. Ende des Jahres bei den Kurzbahnweltmeisterschaften in Hangzhou siegte über 50 Meter Brust die Jamaikanerin Alia Atkinson vor der Litauerin Rūta Meilutytė. 0,21 Sekunden hinter Meilutytė und 0,09 Sekunden vor der viertplatzierten Finnin Jenna Laukkanen erkämpfte Carraro die Bronzemedaille. Auch über 100 Meter Brust gewann Atkinson. Carraro belegte mit 0,12 Sekunden Rückstand auf die australische Gewinnerin der Bronzemedaille Jessica Hansen den vierten Platz. Die 4-mal-100-Meter-Lagenstaffel mit Margherita Panziera, Martina Carraro, Elena Di Liddo und Federica Pellegrini gewann die Bronzemedaille hinter der US-Staffel und den Chinesinnen.
2019 bei den Weltmeisterschaften in Gwangju gewann Carraro über 100 Meter Brust die Bronzemedaille hinter Lilly King aus den Vereinigten Staaten und der Russin Julija Jefimowa. Jefimowa hatte 0,87 Sekunden Vorsprung vor Carraro, die ihrerseits 0,04 Sekunden vor der viertplatzierten Japanerin Reona Aoki anschlug. Fünf Tage später belegte Carraro über 50 Meter Brust den fünften Platz. Vierte wurde die 4-mal-100-Meter-Lagenstaffel mit Margherita Panziera, Martina Carraro, Elena Di Liddo und Federica Pellegrini, die allerdings fast drei Sekunden Rückstand auf die Medaillengewinnerinnen hatte. Bei den Kurzbahneuropameisterschaften 2019 in Glasgow gab es über 50 Meter Brust einen italienischen Doppelsieg. Benedetta Pilato siegte mit 0,28 Sekunden Vorsprung vor Carraro. Auch über 100 Meter Brust waren zwei Italienerinnen vorn. Carraro gewann und lag eine halbe Sekunde vor Arianna Castiglioni. Über 200 Meter Brust schlug Carraro als Dritte an, sie hatte 0,02 Sekunden Rückstand auf die zweitplatzierte Britin Molly Renshaw.

### 2021 bis 2023
2020 ruhte der Wettkampfbetrieb weitgehend, die internationalen Meisterschaften wurden wegen der COVID-19-Pandemie auf 2021 verschoben. Im Mai 2021 fanden die Europameisterschaften in Budapest statt. Über 100 Meter Brust siegte die Schwedin Sophie Hansson, Silber ging an Castiglioni und Bronze an Carraro. In der 4-mal-100-Meter-Lagenstaffel schwammen im Vorlauf Silvia Scalia, Martina Carraro, Elena Di Liddo und Silvia Di Pietro. Im Endlauf erreichten Margherita Panziera, Arianna Castiglioni, Elena Di Liddo und Federica Pellegrini das Ziel als Dritte, 0,05 Sekunden hinter den Russinnen auf dem zweiten Platz. Wie üblich erhielten alle sieben Beteiligten eine Bronzemedaille.
Bei den Olympischen Spielen in Tokio fand zunächst der Wettbewerb über 100 Meter Brust statt. Während Benedetta Pilato im Vorlauf disqualifiziert wurde, erreichte Carraro den Endlauf und belegte den siebten Platz. Über 200 Meter Brust schied Carraro im Vorlauf mit der 21. Zeit aus. Die 4-mal-100-Meter-Lagenstaffel mit Panziera, Carraro, Di Liddo und Pellegrini belegte den sechsten Platz, im Vorlauf war Castiglioni auf der Brustlage eingesetzt worden. Die Kurzbahneuropameisterschaften 2021 in Kasan wurden im November ausgetragen. Martina Carraro siegte über 100 Meter Brust und belegte über 200 Meter Brust den fünften Platz. Anderthalb Monate später bei den Kurzbahnweltmeisterschaften in Abu Dhabi verfehlte Carraro den Finaleinzug über 100 Meter Brust. Mit der 4-mal-100-Meter-Lagenstaffel belegte Carraro den sechsten Platz.
Im August 2022 war Rom Austragungsort der Europameisterschaften. Über 100 Meter Brust schwammen vier Italienerinnen die vier besten Vorlaufzeiten. Nur Benedetta Pilato und Lisa Angiolini, die beiden Schnellsten, durften ins Finale aufsteigen und erreichten auch einen Doppelsieg. Carraro als Viertschnellste der Vorläufe schied aus. Über 200 Meter Brust siegte die Schweizerin Lisa Mamié mit 0,37 Sekunden Vorsprung auf Martina Carraro. In den Vorläufen über 50 Meter Brust war Carraro wieder nur viertschnellste Italienerin und schied als Vorlaufachte aus.
Bei den Weltmeisterschaften 2023 in Fukuoka schied Carraro über 100 Meter Rücken und über 200 Meter Rücken im Halbfinale aus. Die Lagenstaffel mit Margherita Panziera, Martina Carraro, Ilaria Bianchi und Sofia Morini schwamm die elftschnellste Vorlaufzeit. Damit verpaaste die Staffel den Einzug in das Finale um über zwei Sekunden. Viereinhalb Monate später bei den Kurzbahneuropameisterschaften in Otopeni wurde Carraro Siebte über 100 Meter Brust.

## Privates
Martina Carraro heiratete 2022 ihren Schwimmerkollegen Fabio Scozzoli, startete aber weiterhin unter ihrem Geburtsnamen.